# 瑪莉亞·卡塔拉諾
瑪莉亞·卡塔拉諾（Maria Catalano，1982年2月27日—），是一位英國女子司諾克選手。在2008賽季，她贏得不列顚公開賽和康妮高夫全國錦標賽。2002年12月，她排名世界第四。她在2013-14賽季排名世界第一。2016年，她撰文描述他贏得女子世界司諾克錦標賽的雄心，迄今為止她已經五次獲得亞軍，最近一次是2018年。
瑪莉亞·卡塔拉諾是男子司諾克冠軍羅尼·奧沙利文的表妹。